# Hedeager Sogn
Hedeager Sogn er et sogn i Herning Søndre Provsti (Viborg Stift).
I 1975 blev Hedeagerkirken indviet, og Hedeager Sogn blev udskilt fra Sankt Johannes Sogn (Herning), som i 1955 var udskilt fra Herning Sogn. Det havde hørt til Hammerum Herred i Ringkøbing Amt og lå fra 1913 i Herning Købstad. Den blev ved kommunalreformen i 1970 kernen i Herning Kommune.
Hedeagerkirken er bygget umiddelbart øst for Hernings gamle kirkegård, hvor Herning gamle kirke fra omkring 1200 lå. Den blev revet ned i 1885, og dens kvadersten blev brugt som sokkel i den nye kirke.